# ISO 3166-2:CV
Die Liste der ISO-3166-2-Codes für  Kap Verde enthält die Codes für die zwei Inselgruppen und 22 Distrikte (concelhos).

Die Codes bestehen aus zwei Teilen, die durch einen Bindestrich voneinander getrennt sind. Der erste Teil gibt den Landescode gemäß ISO 3166-1 (für  Kap Verde CV), der zweite den Code für die Inselgruppe und den Distrikt wieder.
Die aktuellen Codes stehen auf der Seite der ISO unter #iso:code:3166:CV zur Verfügung.

## Kodierliste

### Inselgruppen

Distrikte von Kap Verde

| Inselgruppe         | Code |
| ------------------- | ---- |
| Ilhas de Barlavento | CV-B |
| Ilhas de Sotavento  | CV-S |

### Distrikte
| Distrikt                   | IG | Code  |
| -------------------------- | -- | ----- |
| Boa Vista                  | B  | CV-BV |
| Brava                      | S  | CV-BR |
| Maio                       | S  | CV-MA |
| Mosteiros                  | S  | CV-MO |
| Paul                       | B  | CV-PA |
| Porto Novo                 | B  | CV-PN |
| Praia                      | S  | CV-PR |
| Ribeira Brava              | B  | CV-RB |
| Ribeira Grande             | B  | CV-RG |
| Ribeira Grande de Santiago | S  | CV-RS |
| Sal                        | B  | CV-SL |
| Santa Catarina             | S  | CV-CA |
| Santa Catarina do Fogo     | S  | CV-CF |
| Santa Cruz                 | S  | CV-CR |
| São Domingos               | S  | CV-SD |
| São Filipe                 | S  | CV-SF |
| São Lourenço dos Órgãos    | S  | CV-SO |
| São Miguel                 | S  | CV-SM |
| São Salvador do Mundo      | S  | CV-SS |
| São Vicente                | B  | CV-SV |
| Tarrafal                   | S  | CV-TA |
| Tarrafal de São Nicolau    | B  | CV-TS |